# Гомони містечко
«Гомони містечко» (рос. «Шуми-городок») — радянська кінокомедія Київської кіностудії 1939 року про життя маленького радянського міста. Фільм вийшов на екрани 23 травня 1940 року.

## Сюжет
Кінець 1930-х років. Поняття «провінція» вже ніяк не підходить для маленького периферійного радянського містечка, де відбувається дія фільму. Попри свої невеликі розміри і віддаленість від центру, містечко живе насиченим життям. По його вулицям прокладають трамвайні колії, будуються нові будинки, асфальтуються площі. Єдине, що засмучує деяких жителів, - необхідність зносу частини будинків, які заважають розширенню вулиці. Смілива пропозиція винахідника-самоука Василя пересунути будинки лишає надію власникам будинків, призначених на знесення. Інженер Дятлов, завідувач відділу винаходів вирішує на власному будинку перевірити можливість реалізації ідеї Василя.

## В ролях
- Юрій Лавров — голова міськради
- Петро Рєпнін — Сидоров, секретар
- Петро Алєйніков — Вася, студент-винахідник
- Анна Комолова — Галя, шофер міськради
- Н. Муратов — Иван Анисимович Дятлов
- Єва Мілютіна — жена Дятлова
- Антон Дунайський — начальник пожежної команди
- В'ячеслав Гомоляка — механик
- Олег Павленко — диригент
- Володимир Лепко — Сємєчкін
- Михайло Висоцький — диктор
- Емма Цесарськая — Аріна Тимофіївна
- Дмитро Капка — сигнальник
- Володимир Лисовський — старший інженер
- Юрій Тимошенко — музикант
- Юхим Березін — музикант
- Андрій Апсолон — пожежник
- Іван Любезнов — перукар

## Знімальна група
- Автор сценарію: Микола Шпиковський
- Режиссёр: Микола Садкович
- Оператор: Георгій Химченко
- Художник: Олексій Бобровніков
- Композитор: Климентій Корчмарьов
- Звукооператор: Н. Комарова-Притульська
- Ассистенты режиссёра: Б. Левич, Н. Рильський
- Автор текста песен: Борис Ласкін
- Директор картины: І. Лучин